# Fəridə Əzizova
Fəridə Şıxəmməd qızı Əzizova (ur. 6 czerwca 1995 w Qusar) – azerska zawodniczka taekwondo, dwukrotna uczestniczka letnich igrzysk olimpijskich, brązowa medalistka mistrzostw świata i Europy, srebrna medalistka igrzysk europejskich, wielokrotna medalistka młodzieżowych mistrzostw świata i Europy.
W 2012 i 2016 roku uczestniczyła w letnich igrzyskach olimpijskich. W Londynie zajęła 11. miejsce w kategorii wagowej do 67 kg – została wyeliminowana przez Karine Sergerie w rundzie eliminacyjnej. W Rio de Janeiro w tej samej konkurencji wagowej uplasowała się na piątym miejscu. W rundzie eliminacyjnej wygrała pojedynek z Paige McPherson, w ćwierćfinale zwyciężyła nad Nigorą Tursunkulovą. W walce o brązowy medal reprezentantkę Azerbejdżanu pokonała Ruth Gbagbi.
W 2013 roku, na mistrzostwach świata w Puebli, zdobyła brązowy medal w kategorii do 67 kg. Taki sam medal wywalczyła na mistrzostwach Europy w Baku w 2014 roku. Rok później, również w Baku, została wicemistrzynią igrzysk europejskich.
Ponadto w 2007 roku w Budapeszcie zajęła trzecie miejsce w mistrzostwach Europy kadetów (waga do 41 kg), rok później w Izmirze trzecie miejsce w młodzieżowych mistrzostwach świata (waga do 49 kg), w 2009 roku została mistrzynią Europy kadetów w Zagrzebiu i brązową medalistką młodzieżowych mistrzostw kontynentu w Trelleborgu. W 2012 w Szarm el-Szejk zdobyła drugi tytuł młodzieżowej mistrzyni świata, a w 2013 roku w Kiszyniowie tytuł mistrzyni Europy juniorów.
W sierpniu 2015 roku za osiągnięcia sportowe otrzymała medal Tərəqqi od prezydenta Azerbejdżanu, İlhama Əliyeva.